# 希望號探測器 (日本)
希望号探测器（日语：のぞみ）是一架由日本宇宙科學研究所 (ISAS)研發，並发射升空的火星探测器。它由东京大学、文部省宇宙科学研究所耗费186亿日元研制。于1998年7月3日发射。然而，在2003年7月9日探测器信號中斷，之後未能按照计划进入探测轨道。12月9日，在进行最后的远程遥控修复作业仍告无效之后，日本於12月31日宣告放弃“希望号”进入火星轨道的尝试。

## 背景
希望號目的是觀察火星的高層大氣和火星磁場，而不是美國提倡的火星地形觀測。希望號計畫開始於1980年代，當時稱為行星-B (Plant-B)計畫，最初計畫調查金星，然而1988年發射的蘇聯弗伯斯二號在通訊中斷前觀察到氧氣正在從火星逃逸，火星科學研究的興趣增強，因此Plant-B的目標也改為火星。

## 任務經過

希望號軌道動畫
希望號·
太陽·
地球 ·
火星

希望號1992年開始研製，原定1996年發射，但由於M-V運載火箭的研製推遲了一年，至1998年火星和地球重新接近時發射，由於1998年發射時火星和地球的位置比最初計劃的差，因此設計了多次重力助推來獲得加速度。1998年7月3日希望號由M-V運載火箭發射升空，進入停泊軌道，9月24日和12月18日兩度環繞月球，並拍攝月球背面圖像，是繼蘇聯、美國之後第三個拍攝月背照片的國家。然而12月20日希望號原訂透過地球重力助推前往火星，但是燃料閥門故障導致燃料損失，使希望號沒有足夠的加速度達到其計劃的軌道。
軌道轉移失敗之後，ISAS設計新的軌道，讓希望號進入一個日心軌道，並在2002年12月和2003年6月兩次靠近地球時進行重力助推前往火星，預計2003年底抵達。然而這樣的長途飛行完全在計畫之外，導致希望號相關零組件在抵達火星前便已逐漸損壞，大部分通訊功能無法使用，只能傳送當前位置和接收地球信號。
2002年4月21日據ISAS所稱太陽耀斑損壞了航天器的機載通信和電力系統，4月25日由於熱控制系統失效，導致燃料結凍。不過當希望號接近地球時，燃料融化了，並且成功地將希望號轉移至正確的軌道上以進行地球飛越。2003年6月19日希望號成功利用地球進行第二次重力助推，並預計於12月14日接近火星至894公里的距離。
然而2003年7月9日希望號的通信系統完全損壞，此後地面無法再獲得希望號信號只能透過推估。ISAS於12月9日最後一次嘗試通信依舊失敗，當日ISAS向希望號發出指令，啟動小型推進器，使希望號與火星最近距離增加至1000公里，避免撞及汙染火星。12月31日ISAS宣布希望號計畫失敗。
根據ISAS預計，如果希望號成功接收並執行軌道改變命令，希望號將於2003年12月14日以1000公里距離飛越火星，此時如果設備運行正常，應該已經自動拍攝了火星表面的照片，當然它無法發送回地球，之後希望號進入一個週期2年的日心軌道。

## 失敗原因
ISAS認為故障的直接原因是強大的太陽耀斑導致電氣系統短路和電路保護功能啟動，但部分人士懷疑此說法。另外有人指出希望號搭載多達14種觀測設備是不合理的，事實上由於不知道下一次火星任務何時展開，各組織都希望能將儀器裝上希望號。還有一種觀點認為應該使用大型H-II火箭，但H-II當時屬於宇宙開發事業團，與 ISAS是各自獨立的組織，而且1992年H-II的發射成本為每次180億至200億日元，對預算約為200億日元的 ISAS是不現實的。

## 成果
雖然希望號主要任務失敗，但其提供 ISAS極端條件下操控航天器的經驗，這些經驗據信對繼承 ISAS的宇宙航空研究開發機構後續計畫提供重要幫助。另外希望號傳回與萊曼α發射體有關的重要數據。

### 国际合作
“希望号”上的科学仪器由日本、加拿大、德国、瑞典、美国等多个国家提供，包括欧空局、NASA等。

## 軼事
為了加深公眾對火星探索的了解，希望號推出搭載姓名活動，吸引27萬餘個名字 (包括動物)，每個姓名縮小後印在20塊4cm × 3cm的鋁板上，這塊鋁板作為重物用於調整希望號的旋轉平衡，除了名字還有對 ISAS和希望號的支持，並印有希望號的首席科學負責人山本達人的遺像，他在發射前去世。如果沒有撞擊任何天體，希望號將繼續帶著這27萬個名字在太空飛行。

## 圖片

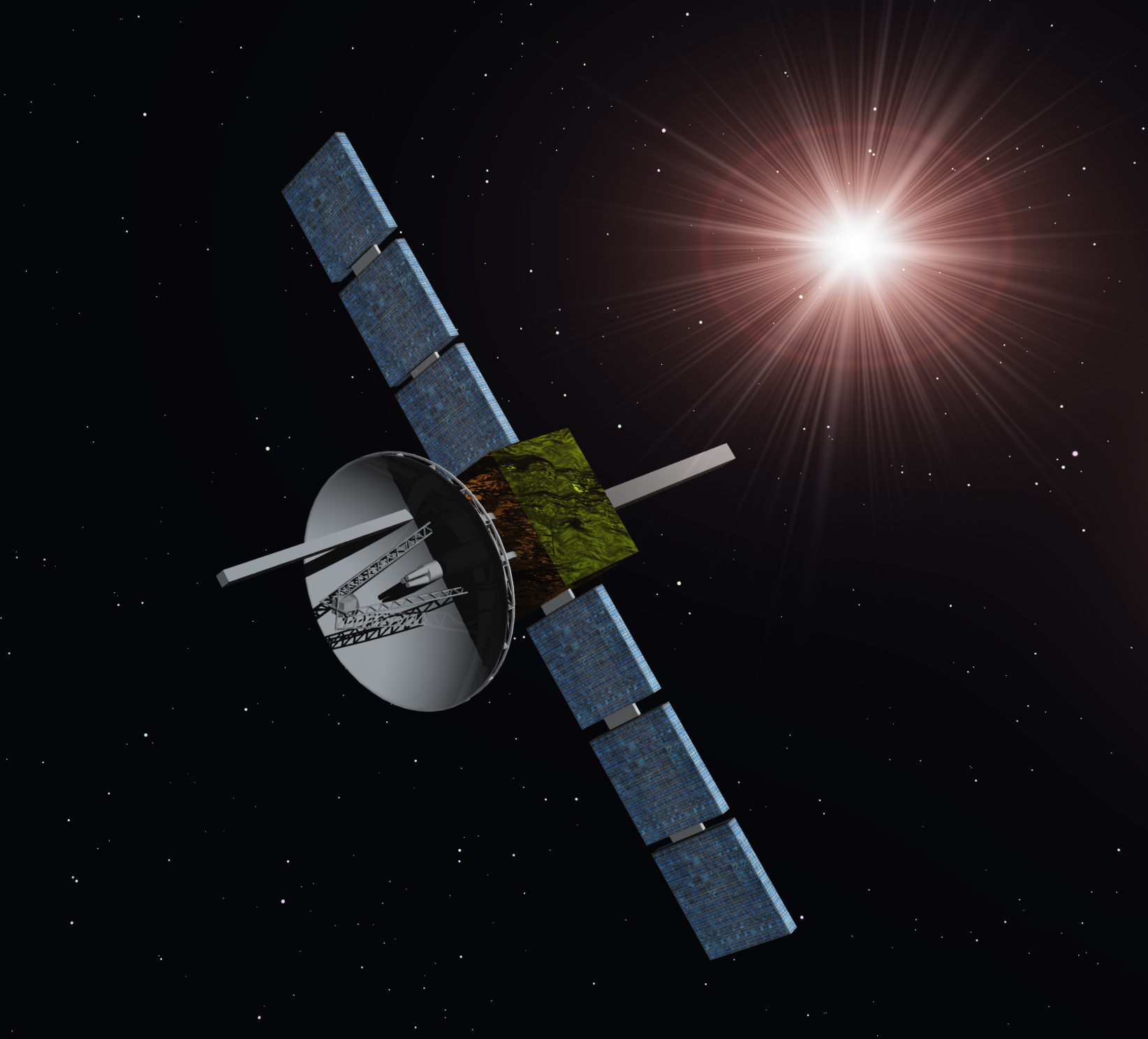
希望號探測器想像圖
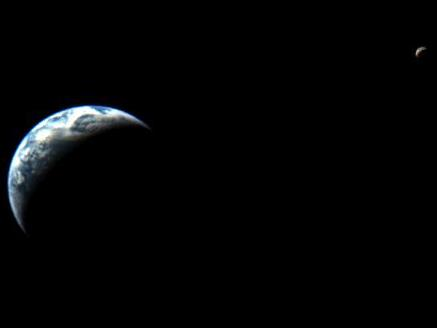
地月合影，希望號傳回的第一張照片